# Batalion ROAK „Znicz”
Batalion ROAK „Znicz” – powstała jesienią 1945 roku na styku północno-zachodniego Mazowsza oraz Pomorza i byłych Prus Wschodnich silna struktura konspiracji niepodległościowej.

## Geneza
Powstanie Batalionu „Znicz” było wymuszone komunistycznym terrorem 1945 roku, uniemożliwiającym przetrwanie uczestnikom działań niepodległościowych z czasu wojny. Latem 1945 roku samorzutnie zorganizowało się kilka grup partyzanckich, które zostały podporządkowane we wrześniu 1945 roku przez kpt. Pawła Nowakowskiego „Leśnika”, „Łysego” (byłego członka POW, w czasie okupacji niemieckiej komendanta Obwodu Mława Działdowo AK). W latach 1945–1947 Nowakowski używał również pseudonimów: „Kryjak”, „Tata” i „Wąs”.
Pomorski Batalion ROAK krypt. „Znicz” podlegał początkowo niezbadanej dotychczas poakowskiej Pomorskiej Brygadzie ROAK, prawdopodobnie podległej rozbitemu jeszcze jesienią 1945 roku Okręgowi Pomorskiemu AK-DSZ (niewykluczone, że struktura ta została wykreowana przez komendanta „Znicza” dla lepszego uwiarygodnienia się w terenie w momencie wznawiania działalności niepodległościowej).

## Obszar działania i struktura
Batalion „Znicz” działał na terenie trzech województw, głównie na terenie powiatów: w województwie warszawskim: działdowskiego, mławskiego, ciechanowskiego i sierpeckiego, w województwie pomorskim: brodnickiego, lubawskiego i rypińskiego, oraz w województwie olsztyńskim: nidzickiego i ostródzkiego.
Dowódcą Batalionu „Znicz” był kpt. Paweł Nowakowski „Leśnik”, „Łysy”. W skład sztabu batalionu weszli: Bernard Naworski „Magister” (zastępca dowódcy), Ignacy Karpiński „Wańka” (odpowiedzialny za łączność), Bernard Zieliński „Sęp”, Leon Ziółkowski „Lis” oraz ppor. Stanisław Balla „Sowa” (kierujący „akcją czynną” i dowódca największego oddziału partyzanckiego wchodzącego w skład Batalionu „Znicz”).
W związku z rozległymi terenami, na których działał, Batalion „Znicz” miał nietypową, w porównaniu z innymi oddziałami tego okresu, strukturę organizacyjną. W pierwszym roku działalności nie powstawały w oparciu o tę strukturę obwody (powiaty) i placówki (gminy). Kapitan Nowakowski podporządkował swojemu dowództwu kilka oddziałów partyzanckich, liczących w sumie około 350 żołnierzy ROAK, działających jawnie z bronią w ręku, w polskich mundurach wojskowych. Powołano luźną strukturę będącą zapleczem dla tych oddziałów. Urząd Bezpieczeństwa oceniał całkowitą liczebność sił batalionu na 500 żołnierzy, jednak mogło być ich co najmniej dwa razy więcej (część zaplecza nigdy nie została rozpracowana przez bezpiekę).
Stanisław Balla „Sokół Leśny” „Sowa” dowodził partyzancką kompanią kadrową, która stanowiła trzon batalionu. Kompania działała na terenie powiatów: działdowskiego, brodnickiego i lubawskiego. Składała się z:
- plutonu uderzeniowego, dowodzonego przez Franciszka Wypycha „Wilka”
- plutonu dysponującego bronią ciężką, dowodzonego przez Andrzeja Różyckiego „Zjawę”
- plutonu rezerwowego – powoływanego pod broń na czas wykonywania określonych zadań przeprowadzanych całością sił kompanii.

Kompania „Sokoła Leśnego” liczyła blisko 130 żołnierzy (oraz 50 osób współpracujących w siatce). Była w pełni umundurowana i dobrze uzbrojona; dysponowała 12 rkm, 16 karabinami automatycznymi (niemieckimi G-43 i radzieckimi SWT), 70 pistoletami maszynowymi oraz 80 sztukami broni krótkiej. Znaczne ilości broni zabezpieczono w magazynach konspiracyjnych. Żołnierze otrzymywali żołd (początkowo 100, a później 50 zł dziennie). W plutonach bojowych panowała wysoka dyscyplina, dzięki czemu oddziały te cieszyły się sympatią ludności i co pozwalało na zorganizowanie sieci punktów organizacyjnych, kwater, zaopatrzenia i opieki medycznej, którą kierował (dla całego batalionu) doktor Maksymilian Zientara, dyrektor szpitala w Lidzbarku (m.in. osobiście szkolił sanitariuszy).
Zaopatrzenie pozyskiwano z majątków skonfiskowanych przez państwo, ze spółdzielni i instytucji państwowych. Pieniądze zdobywano wyłącznie w akcjach ekspropriacyjnych realizowanych w instytucjach państwowych.
Ponadto w skład batalionu wchodziły samodzielne oddziały partyzanckie i patrole bojowe dowodzone m.in. przez:
- por. Bolesława Czerkasiewicza „Skowronka” (rozbity przez UB 16 stycznia 1946 roku; później „Skowronek” zorganizował nowy patrol – łącznie w wyniku działalności jego oddziałów zorganizowano 41 akcji, w tym rozbicie 1 placówki UB i 9 posterunków MO),
- Antoniego Tomczaka „Malutkiego”,
- Marcelego Sarnowskiego „Cichego” (liczący 37 żołnierzy),
- Wacława Borożyńskiego „Icka”[2]
- Franciszka Przytułę „Pączka”
- Franciszka Cieślaka „Szatana”.

Po rozbiciu przez KBW patrolu por. Bolesława Czerkasiewicza „Skowronka”, jego dawni podkomendni zorganizowali własne patrole bojowe. Byli to: por. Zygmunt Rychcik „Orzeł”, Albin Kocięcki „Groźny”, Jan Szlom vel Szlum „Janusz”, Edmund Fijałkowski „Kruk”. Latem 1946 roku, w ramach porozumienia zawartego przez „Leśnika” z Józefem Marcinkowskim „Wybojem”, patrole te przeszły do Obwodu ROAK „Mewa”.
Po przekazaniu do Obwodu ROAK „Mewa” większej części powiatu mławskiego i sierpeckiego (oraz działających na tych terenach powyższych patroli partyzanckich), pod koniec listopada 1946 roku rozpoczęto – w ramach batalionu – tworzenie konspiracyjnych jednostek obwodowych odpowiadających w przybliżeniu powiatom. Komendy poszczególnych obwodów zostały objęte przez:
- Stanisława Ballę „Sowę” – Obwód Działdowo (obejmujący także północno-zachodnią część powiatu mławskiego)
- Franciszka Wypycha „Wilka” – Obwód Brodnica,
- Marcelego Sarnowskiego „Cichego” – Obwód Nowe Miasto (obejmujący również rejon Lubawy).

## Operacje

### Działalność informacyjno-propagandowa
Dowództwo Batalionu „Znicz” wyjaśniało własnym żołnierzom i zdezorientowanemu społeczeństwu cele zbrojnego ruchu niepodległościowego. Dystrybuowano ulotki, odezwy i proklamacje, które drukowano na powielaczach lub przepisywano na maszynach do pisania. W grudniu 1946 roku za pomocą akcji plakatowej Nowakowski poinformował o objęciu przez siebie dowództwa i nakazał podporządkowanie się wszystkim zbrojnym grupom konspiracyjnym i partyzanckim. Prowadzono prace w celu uruchomienia własnej prasy konspiracyjnej, jednak nie uruchomiono tego wydawnictwa. Rozprowadzano wydawnictwa pozyskiwane prawdopodobnie z (byłego?) dowództwa Pomorskiej Brygady ROAK.

### Działalność zbrojna w zakresie samoobrony

#### Akcje ekspropiacyjne
Niektóre akcje:
- w maju 1946 roku pluton „Zjawy” zdobył ponad 2 mln zł w akcji w Lidzbarku
- w grudniu 1946 roku patrol partyzancki zdobył 1 mln zł podczas akcji na bank w Lubawie
- rajd do powiatu ostródzkiego i rajd do powiatu suskiego, na obiekty będące w rękach Armii Czerwonej
- najazd w marcu 1947 roku na majątek UB za Nowym Miastem, skąd zabrano m.in. 12 koni.

#### Akcje likwidacyjne
W stosunku do funkcjonariuszy UB, konfidentów i innych współpracowników „bezpieki” nigdy nie stosowano zemsty ani odwetu „na ślepo”. Likwidowano jedynie najbardziej szkodliwych, najbardziej zbrodniczych funkcjonariuszy, innym wymierzano lżejsze kary (chłosta, pouczenie, rozkaz zaprzestania działalności). Dążono do tego, aby winnych ująć i postawić przed sądem polowym.
- przypadek szefa PUBP z Działdowa, por. Stanisława Piwko. Był dwukrotnie ujmowany przez żołnierzy batalionu, za każdym razem po obietnicy poprawy był puszczany wolno. Nadal jednak gorliwie tropił działaczy niepodległościowych i znęcał się nad aresztowanymi podczas przesłuchań. Skatował nieletniego syna dowódcy jednego z pododdziałów „Znicza”. 21 czerwca 1946 roku por. Piwko został ujęty pod Chełstami i doprowadzony do obozowiska kompanii „Sokoła Leśnego”. Sąd polowy złożony z kadry oddziału (dowódców plutonów) rozpatrzył jego sprawę i wydał wyrok śmierci.
- 13 czerwca 1946 roku zlikwidowano w zasadzce pod wsią Grodziczno sześciu funkcjonariuszy PUBP z Nowego Miasta.
- 27 września w Sierpcu na ulicy Gabriela Narutowicza przeprowadzono zamach na komendanta sierpeckiego UB, Żółtogórskiego (Gelbberga). Podczas zamachu trafiono w jeden z granatów Tadeusza Wojciechowskiego, który zmarł kilka godzin później w sierpeckim szpitalu[potrzebny przypis].

#### Akcje rozbrojeniowe
- Oddział Bolesława Czerkaszewicza „Skowronka” 6 stycznia 1946 roku opanował Kuczbork rozbijając posterunek MO, 3 dni później zdobył posterunek w Regminie (funkcjonariuszy ostrzeżono i pouczono, polecono im także zjeść legitymacje PPR, przy czym „Skowronek” polecił dać im wody do popicia[1]).
- 30 stycznia 1946 roku rozbrojono posterunek MO w Kiełpinach
- w lutym opanowano Rybno rozpędzając miejscową komórkę PPR
- w lutym rozbrojono posterunek MO w Dąbrównie
- w marcu rozbrojono posterunki MO w Grunwaldzie i Pietrzylesie
- w marcu dwa plutony „Sokoła Leśnego” rozbiły grupę operacyjną UB pod Nowym Miastem nad Drwęcą i rozbroiły posterunki MO w Turzy Małej, Niechłoninie oraz Mrocznie
- w maju oddziały „Sokoła Leśnego” rozbroiły posterunki MO w Zieluniu drugi raz w Niechłoninie
- 8 września żołnierze „Znicza” weszli do Lubowidza, przejmując Urząd Gminy
- 15 września pluton z oddziału „Sokoła Leśnego” opanował Kuczbork, rozbrajając miejscową milicję oraz ORMO
- na początku października jeden z pododdziałów rozbroił posterunek MO w Szydłowie
- pod koniec października oddziały z kompanii „Sokoła Leśnego” (w sile 70 ludzi) opanowały Żuromin, rozbrajając dwa tamtejsze posterunki MO
- 29 listopada kompania „Sokoła Leśnego” opanowała Lidzbark, rozbijając w walce placówkę UB, komendę MO, placówkę ORMO i pododdział ludowego Wojska Polskiego z garnizonu stacjonującego w Działdowie
- współdziałające ze sobą oddziały Zygmunta Rychcika „Lisa” i Jana Szluma vel Szloma „Janusza” kilkakrotnie rozbijały posterunki MO w Kowalewie, Kowalewku, Radzanowie, Siemiątkowie, Sławęcinie, Szreńsku i Strzegowie (atak „Lisa” na Kuczbork w listopadzie 1946 roku zakończył się – pomimo stoczonej walki – niepowodzeniem) i posterunek wojskowy w Gradzanowie Zbęskim
- akcje oddziału Franciszka Cieślaka „Szatana” na posterunki MO w Szydłowie i Turzy Małej oraz szereg zasadzek i zamachów na szczególnie uciążliwych dla społeczeństwa funkcjonariuszy UB i MO.

#### Walki z oddziałami UB, KBW i LWP
- 30 czerwca 1946 roku pod Zieluniem – kompania „Sokoła Leśnego” w pełnym składzie (ponad 100 partyzantów) odparła liczącą 250 funkcjonariuszy i żołnierzy obławę wspartą bronią pancerną. Straty po stronie sił bezpieczeństwa wynosiły kilkunastu zabitych i wielu rannych oraz rozbity czołg. Po stronie ROAK poległo trzech partyzantów.
- 2 sierpnia 1946 roku pod Górznem – zwycięskie walki z oddziałami LWP
- 5 listopada 1946 roku w walce z grupą operacyjną PUBP z Działdowa pod leśniczówką Zielonka poległ syn Stanisława Balli – Eugeniusz ps. „Wyrwicz”
- 9 grudnia 1946 roku potyczka grupy z plutonu Franciszka Wypycha „Wilka” w Osówce, gdzie poległo trzech, a w ręce sił bezpieczeństwa wpadło dwóch partyzantów

### Podsumowanie
Oddziały podlegające kpt. Pawłowi Nowakowskiemu nigdy nie zostały przez siły bezpieczeństwa rozbite ani pokonane w bitwie. Dotrwały w dobrym stanie
organizacyjnym do 1947 roku.
Według niepełnych danych pododdziały bojowe Batalionu „Znicz” przeprowadziły łącznie prawie 220 akcji zbrojnych. Rozbiły 7 placówek UB i 37 posterunków MO. Zlikwidowały 58 placówek terenowych PPR i urzędów administracji państwowej oraz samorządowej. Przeprowadziły 25 akcji ekspropriacyjnych w spółdzielniach i placówkach handlu spółdzielczego. W czasie akcji i walk zlikwidowano 35 funkcjonariuszy UB i MO, 12 funkcjonariuszy NKWD, 4 żołnierzy KBW, 2 funkcjonariuszy służby więziennej, członka ORMO, a także 14 osób cywilnych – w większości konfidentów UB. Podczas tych akcji oddziały Batalionu ROAK „Znicz” zdobyły m.in.: 13 rkm, 52 pm, 129 kb i kbk, 42 pistolety, kilkadziesiąt granatów i dużo amunicji.
Podczas walk stoczonych przez pododdziały bojowe Batalionu ROAK „Znicz” straciły one 23 żołnierzy, aresztowano 45 osób. W stosunku do ujętych żołnierzy „Znicza” wojskowe sądy rejonowe orzekły 8 wyroków kary śmierci, które wykonano. Pozostałych skazano na wysokie wyroki więzienia.

## Rozwiązanie
W związku z brakiem szans na zwycięstwo, kpt. Paweł Nowakowski „Leśnik” wydał 24 lutego 1947 roku ostatni rozkaz do swych żołnierzy, w którym polecił zaprzestanie walki, złożenie broni i ujawnienie się „spalonych”. 4 dni po wydaniu tego rozkazu żołnierze rozpoczęli proces rozformowania. W ramach amnestii w lutym-kwietniu 1947 roku ujawniło się w Mławie lub miastach odległych od rejonu działania, około 60 żołnierzy batalionu. Wielu z nich złamano w przesłuchaniach, w wyniku czego podjęli współpracę ze służbami bezpieczeństwa, wielu innych było prześladowanych przez kolejnych kilkadziesiąt lat. Niektórzy, jak np. por. Wacław Grabowski „Puszczyk” (który walczył do 1953 roku) czy Antoni Tomczak, pozostali w konspiracji.